# Camps de refugiats palestins

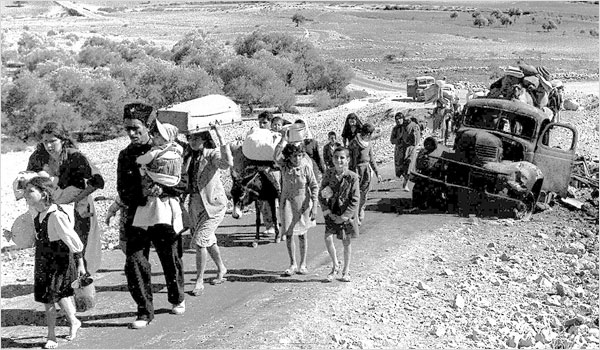
Refugiats palestins en 1948

Els camps de refugiats palestins es van crear després de la Nakba i la guerra araboisraeliana de 1948 per acollir als centenars de milers de refugiats palestins que van ser expulsats o van fugir de les seves llars davant l'avanç de l'exèrcit israelià. La Resolució 194 de l'Assemblea General de les Nacions Unides estableix el dret dels palestins a tornar a la seva pàtria si desitgen "viure en pau amb els seus veïns".

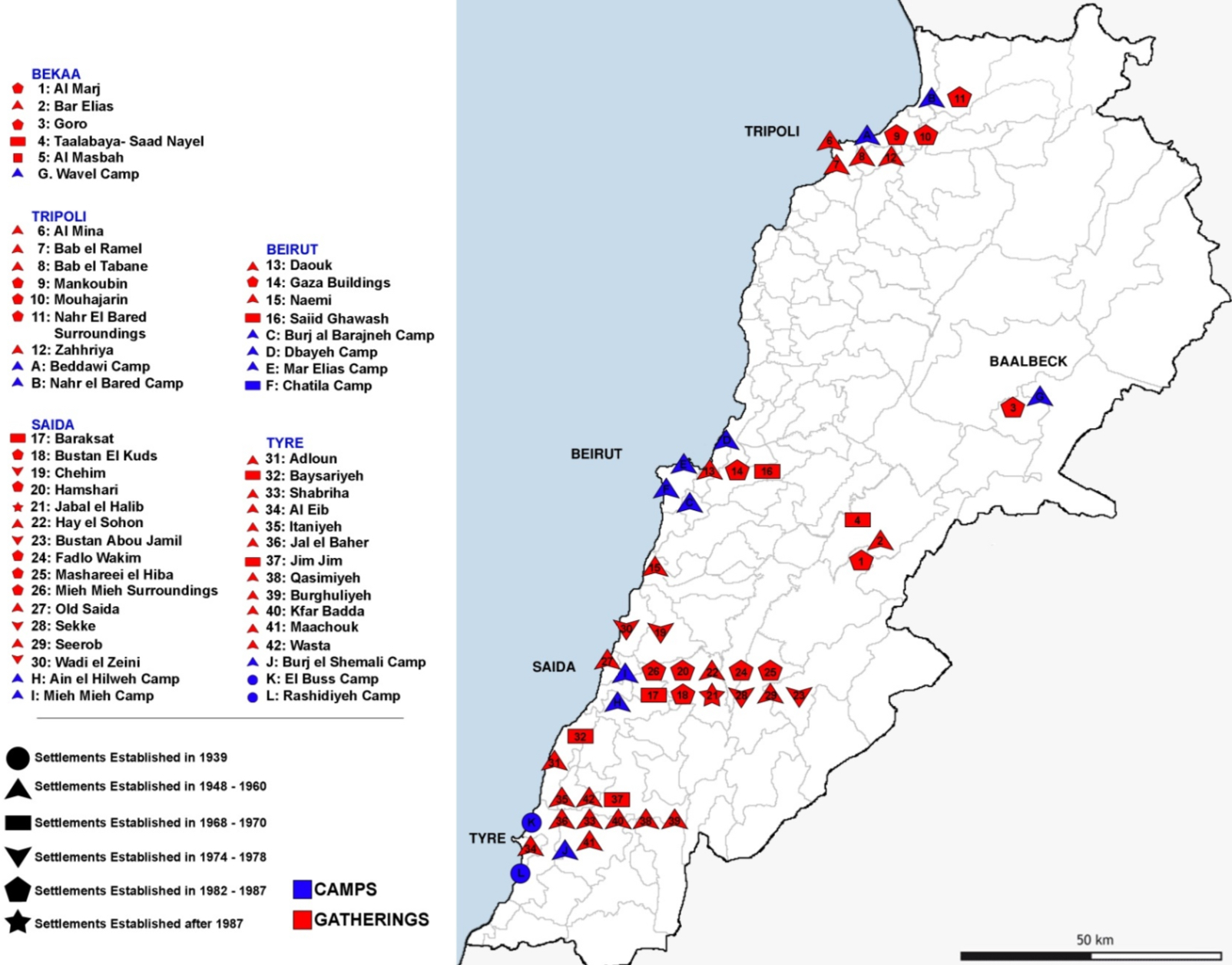
Mapa dels camps de refugiats al Líban

L'Agència de les Nacions Unides per als Refugiats de Palestina al Pròxim Orient (UNRWA en les seves sigles angleses) defineix a un refugiat palestí com a:
"persones la residència habitual de les quals estava a Palestina durant el període comprès entre l'1 de juny de 1946 i el 15 de maig de 1948, i que van perdre tant les seves llars com els seus mitjans de vida arran del conflicte de 1948."
En el context del conflicte araboisraelià, aquells refugiats jueus que van fugir o van ser expulsats durant el èxode jueu de països àrabs i musulmans van ser ressituats inicialment en campaments de refugiats coneguts com a campaments d'immigrants, Ma'abarot o ciutats en desenvolupament, després de la qual cosa molts van ser absorbits per la societat israeliana. En canvi, molts dels refugiats palestins segueixen vivint avui dia en campaments de refugiats, mentre que altres han estat absorbits per la societat jordana o resideixen a l'Estat de Palestina.

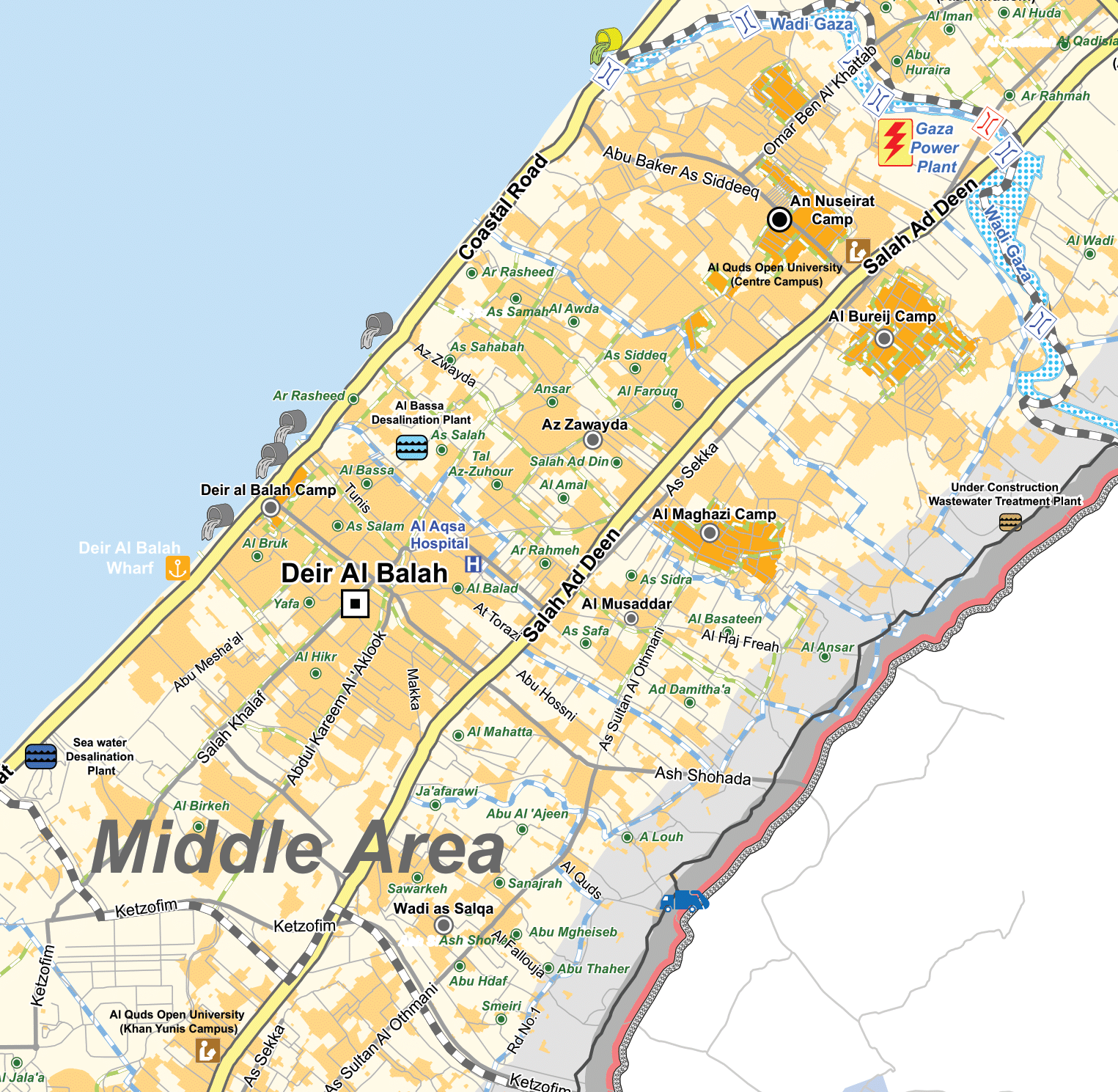
Camps de refugiats a la zona mitjana de Gaza

## Paper de la UNRWA

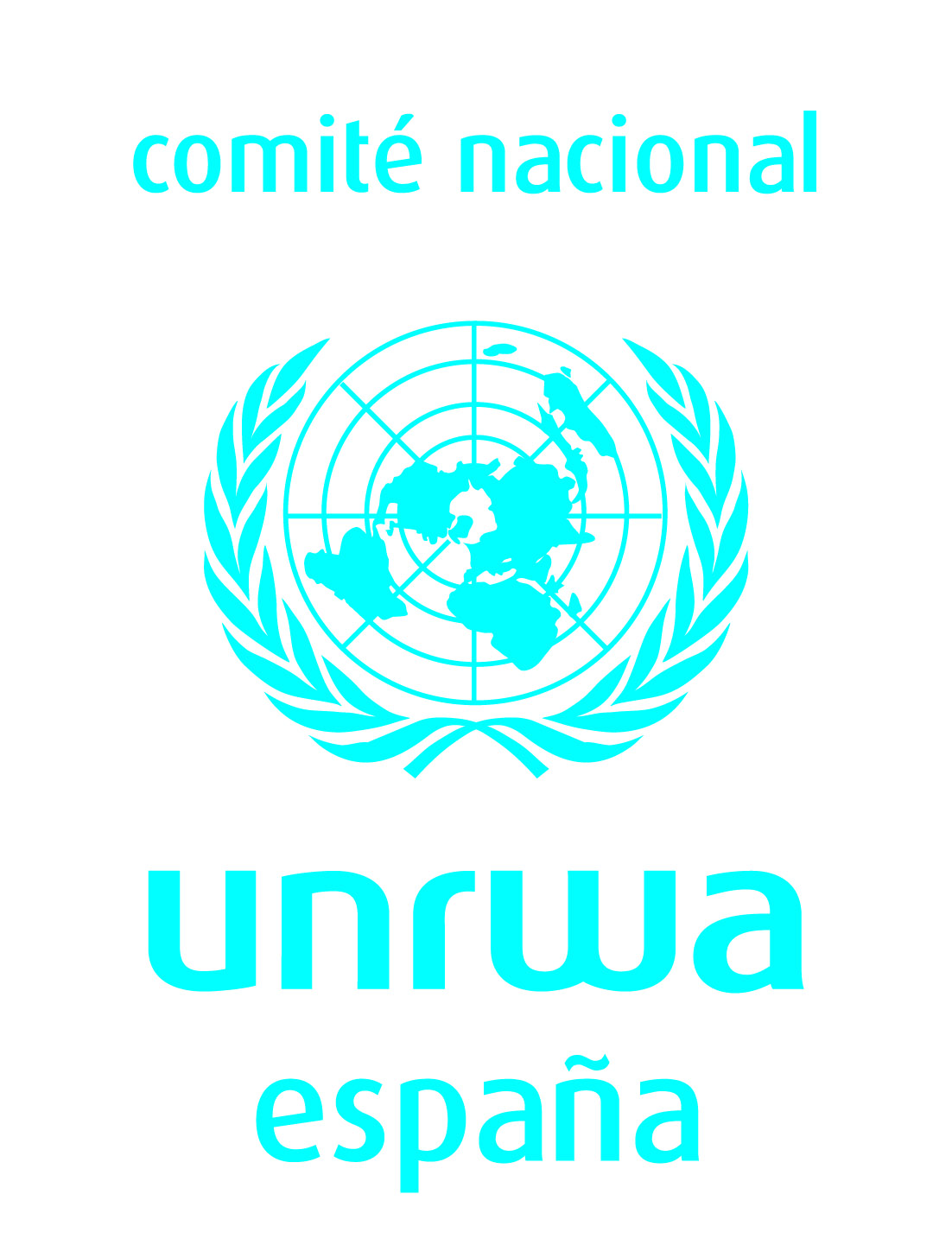
Logotip d'UNRWA - Espanya

La UNRWA reconeix instal·lacions en 59 campaments de refugiats situats a Jordània, Líban, Síria, Cisjordània i la Franja de Gaza. També va proporcionar ajuda a les persones desplaçades dins d'Israel arran del conflicte de 1948 i fins que el govern israelià va assumir la seva responsabilitat envers ells en 1952.
Perquè un campament sigui reconegut per la UNRWA, ha d'existir un acord entre el govern amfitrió i UNRWA que reguli l'ús del campament. La UNRWA no administra cap campament per si mateixa, no té poders policials ni funcions administratives, sinó que es limita a proporcionar una sèrie de serveis al campament. Els campaments de refugiats reconeguts, que van passar de pobles formats per tendes de campanya a files d'edificis de ciment, i d'aquests a guetos urbans impossibles de diferenciar del seu entorn (convertint-se, en la pràctica, en desenvolupaments urbans de ciutats ja existents o generant ciutats per si mateixos), alberguen al voltant d'un terç de tots els refugiats palestins registrats. La UNRWA també proporciona instal·lacions en altres zones on gran quantitat de refugiats palestins registrats viuen fora dels propis campaments.
La definició de la UNRWA de refugiat palestí també cobreix als descendents dels refugiats homes. Per aquest motiu, el nombre de refugiats palestins registrats ha passat d'uns 750.000 en 1950 a uns 5 milions en 2013.

## Llista de campaments
Aquesta llista enumera els camps de refugiats palestins amb població permanent a data de març de 2013, així com el seu nombre d'habitants i l'any en el qual van ser creats.

### Franja de Gaza
La Franja de Gaza té 8 campaments i un total de 1.241.794 refugiats registrats, cosa que suposa més de la meitat de la seva població. No tots els refugiats viuen als campaments; altres s'han traslladat a les distintes ciutats de la Franja.

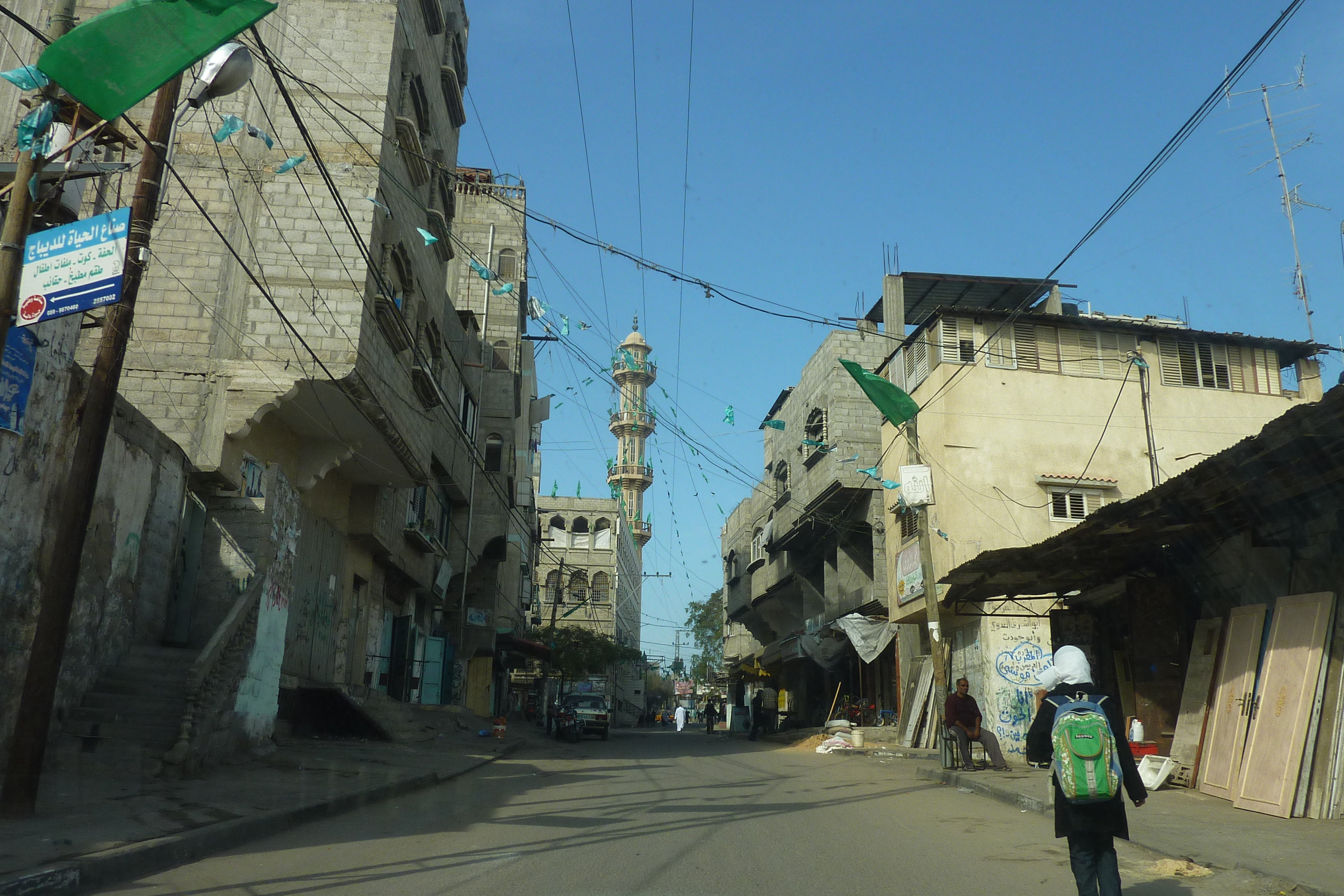
Campament de Nuseirat

- 1948, Campament d'Al Shati (campament de platja), 82.009
- 1949, Campament de Bureij, 31.360
- 1948, Campament de Deir al-Balah, 42.703
- 1948, Campament de Jabalia, 107.590
- 1949, Campament de Khan Yunis, 68.324
- 1949, Campament de Maghazi, 23.981
- 1949, Campament de Nuseirat, 62.117
- 1949, Campament de Rafah, 98.872

### Cisjordània
Cisjordània té 19 campaments i un total de 754.411 refugiats registrats. A més, té un campament no reconegut. Segons UNRWA, a causa de la superpoblació dels campaments, només una quarta part dels refugiats hi viu, mentre que la majoria s'ha traslladat a pobles i ciutats de Cisjordània.
- 1948, Campament d'Aqabat Jabr, 6.403
- 1948, Campament d'Ein Sultan, 1.920

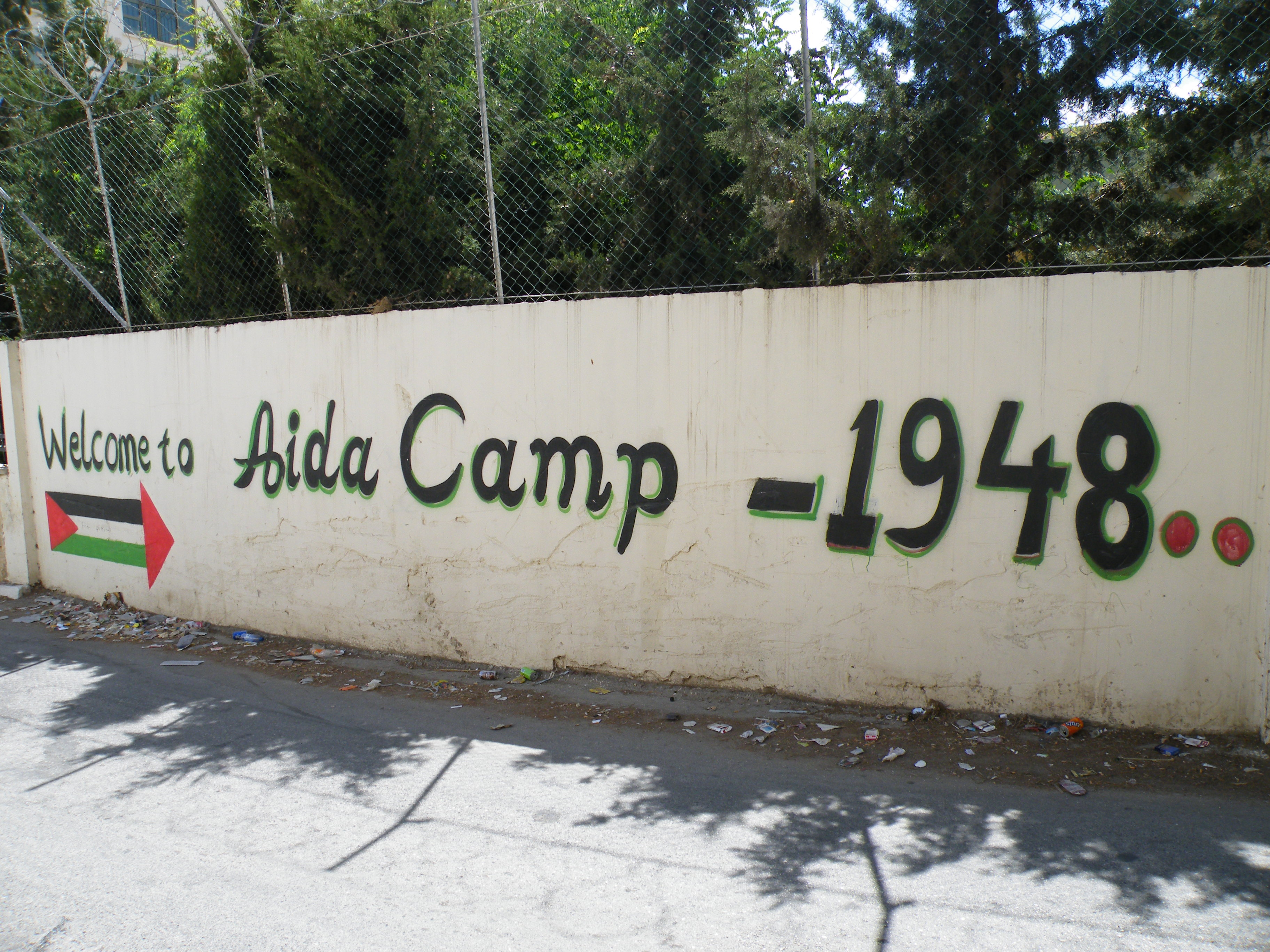
Campament de refugiats d'Aida

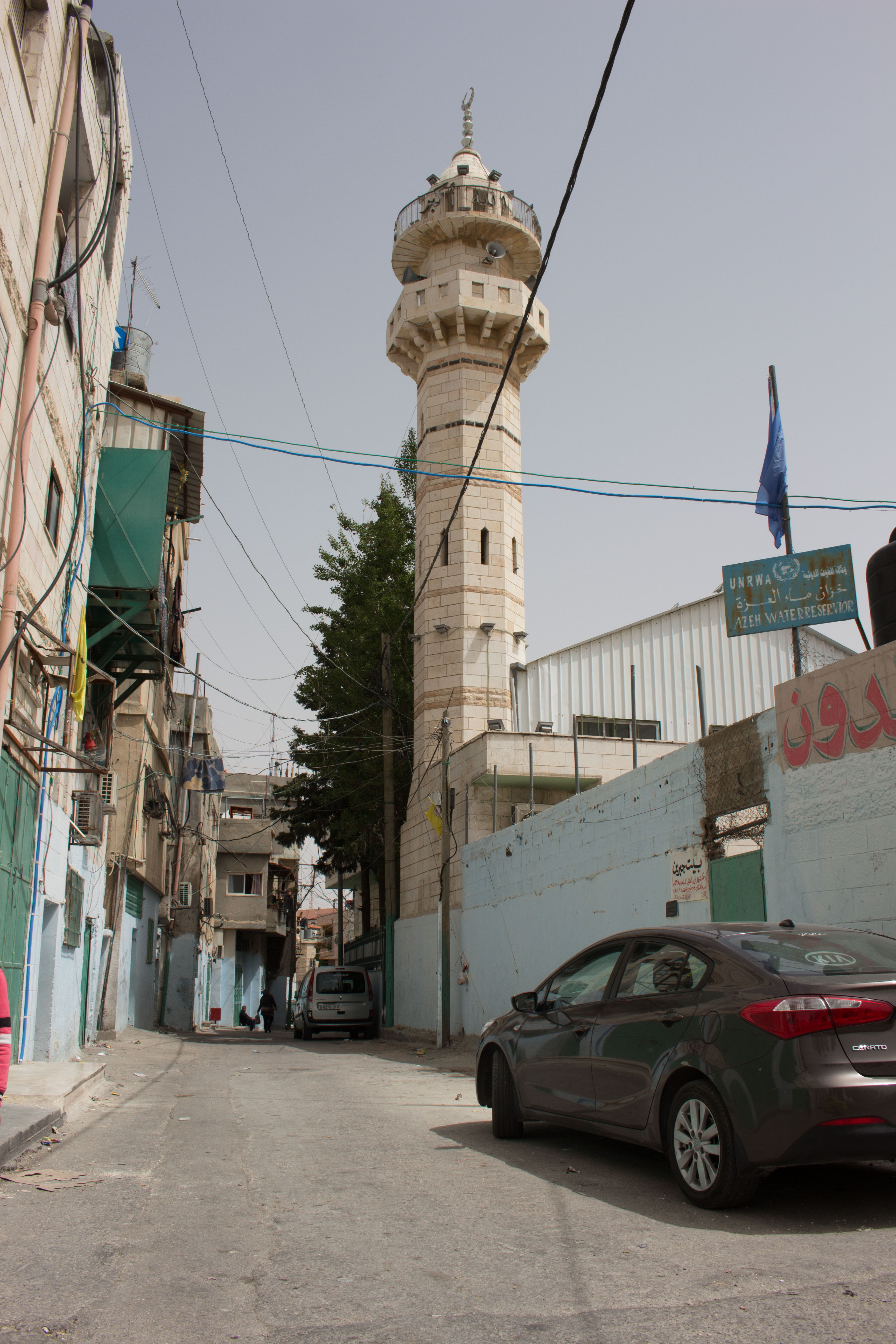
Entrada al Campament de refugiats d'Azza

- 1948, Campament de Qaddura (campament no reconegut), 1.558
- 1949, Campament de Far'a, 7.632
- 1949, Campament de Fawwar, 8.066
- 1949, Campament de Jalazone, 11.182
- 1949, Campament de Kalandia, 10.981
- 1949, Campament d'Amari, 10.520
- 1949, Campament de Deir Ammar, 2.384
- 1949, Campament de Dheisheh, 12.954
- 1950, Campament d'Aida, 4.787
- 1950, Campament d'Al-Arrub, 10.444
- 1950, Campament d'Askar, 15.887
- 1950, Campament de Balata, 23.600
- 1950, Campament d''Azza (Beit Jibrin), 1,000
- 1950, Campament de Beit Ilma (Campament nº1), 6.750
- 1950, Campament de Tulkarem, 18.310
- 1952, Campament de Nur Shams, 9.163
- 1953, Campament de Jenin, 16.209
- 1965, Campament de Shufat, 10.936

### Síria
Síria té 12 campaments i 518.949 refugiats palestins registrats. Tres d'aquests campaments no estan reconeguts.

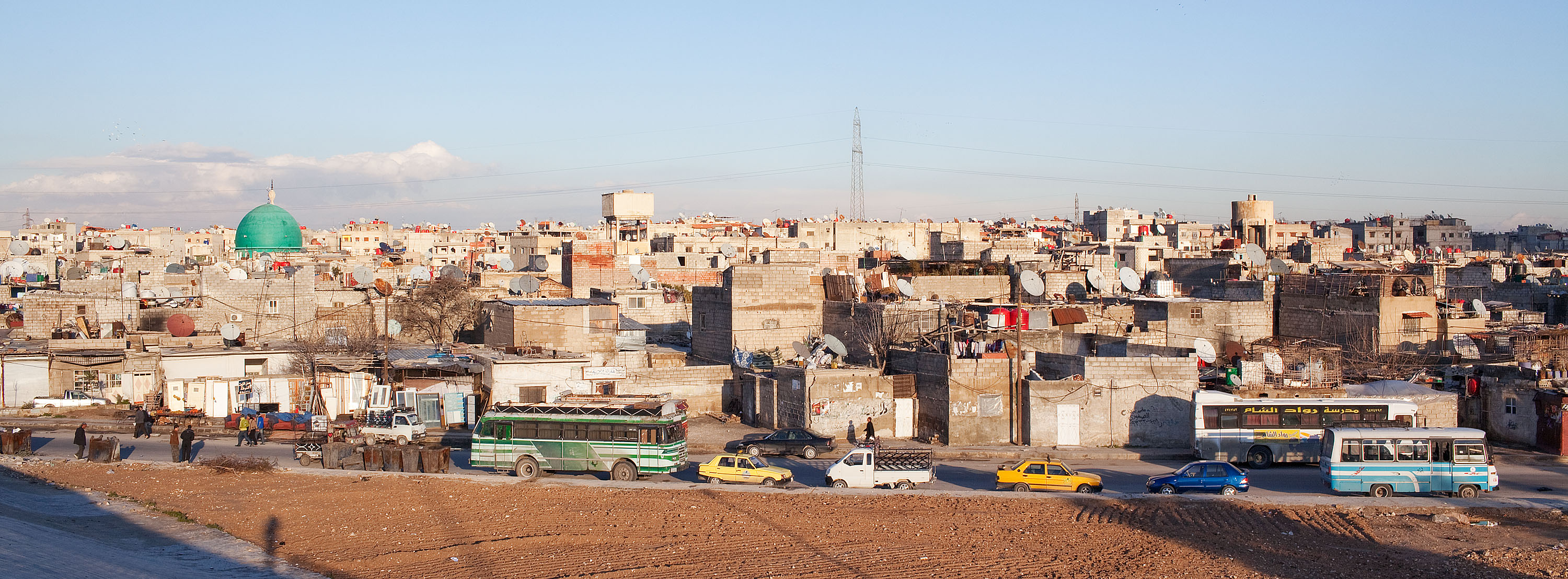
Campament de Jaramana

- 1948, Campament de Sbeineh, 21.210
- 1949, Campament de Khan Eshieh, 19.059
- 1948, Campament de Neirab, 18.955
- 1949, Campament de Homs, 22.034
- 1948, Campament de Jaramana, 18.740
- 1950, Campament de Deraa, 13.342
- 1950, Campament de Hama, 8.263
- 1950, Campament de Khan Dannoun, 9.788
- 1967, Campament de Qabr Essit, 22.348
- 1955-6, Campament de Latakia (no reconegut), 10.000
- 1957, Campament de Yarmouk (no reconegut), 148.500
- 1962, Campament d'Ein Al-Tal (no reconegut), 6,000

### Líban

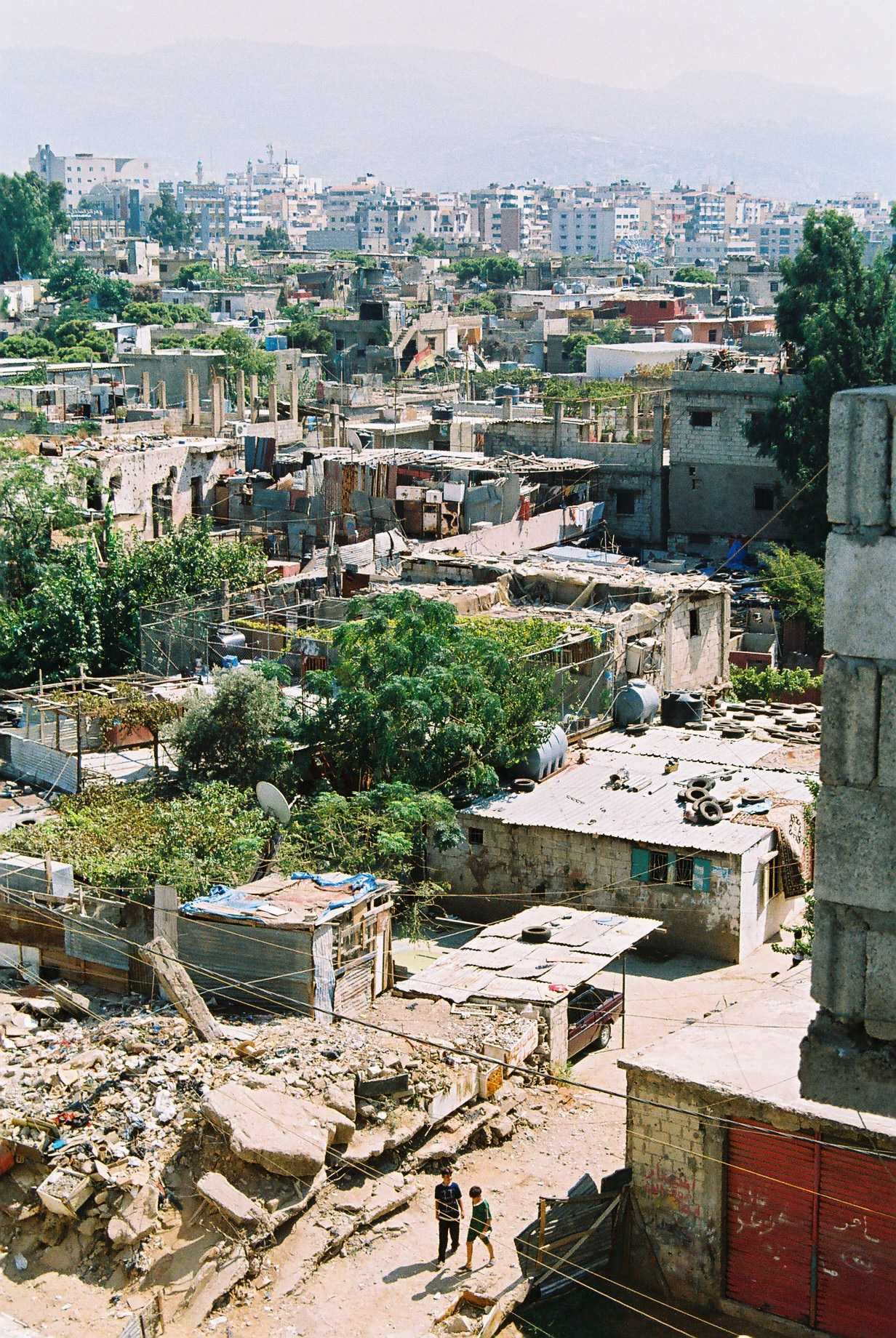
Camps de refugiats de Sabra i Chatila en 2003

A tata de març de 2013, hi havia 12 campaments al Líban i un total de 470.604 refugiats registrats.
- 1948, Campament de Burj el-Barajneh, 16.066
- 1948, Campament d'Ain al-Hilweh, 47.614
- 1948, Campament de El Buss, 9.849
- 1949, Campament de Nahr al-Bared, 31,023
- 1949, Campament de Chatila, 8.645
- 1948, Campament de Wavel, 7.909
- 1952, Campament de Mar Elias, 615
- 1954, Campament de Mieh Mieh, 4.683
- 1955, Campament de Beddawi, 16,591
- 1955, Campament de Burj el-Shemali, 19.771
- 1956, Campament de Dbayeh, 4,211
- 1963, Campament de Rashidieh, 27.521

### Jordània
A data de març de 2013, hi havia 10 campaments a Jordània i 2.090.762 refugiats registrats.
- 1949, Campament de Zarqa, 18.509

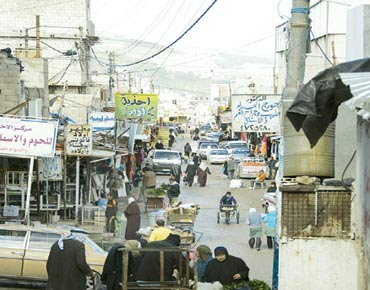
Campament de refugiats de Baqa'a

- 1952, Campament de Jabal el-Hussein, 29.464
- 1955, Campament de Wihdat (Campament Nou d'Aman), 51.443
- 1967, Campament de Souf, 20.142
- 1968, Campament de Baqa'a, 93.916
- 1968, Campament de Husn (Campament del Màrtir Azmi el-Mufti), 22.194
- 1968, Campament d'Irbid, 25.250
- 1968, Campament de Jerash, 24.090
- 1968, Campament de Marka, 45.593
- 1968, Campament de Talbieh, 6.970